# 市道132号
市道132号（しどう132ごう）は、台中市大安区から同市后里区后里駅前を結ぶ、全長19.879kmの台湾の県道である。

## 通過する自治体
- 台中市
  - 大安区
  - 大甲区
  - 外埔区
  - 后里区

## 接続する道路
- 台61線
- 台1線
- 国道3号（インターチェンジ）
- 県道132甲線
- 国道1号（インターチェンジ）
- 台13線

## 施設
- 大安国中学校
- 台中市立順天国中学校

## 支線

### 甲線
県道132号甲線（けんどう132ごうこうせん）は、台中市后里区月眉から同市同区下后里を結ぶ、全長3.635kmの台湾の県道である。

#### 通過する自治体
- 后里区

#### 接続する道路
- 県道132号